# Управа за заштиту биља
Управа за заштиту биља је орган управе у саставу Министарства пољопривреде, шумарства и водопривреде. Управом руководи директор, а тренутно је директор Управе за заштиту биља Небојша Милосављевић.

## Надлежности
Управа за заштиту биља је надлежна за следеће послове:
- заштиту биља од заразних болести и штеточина
- контролу средстава за заштиту биља и ђубрива у производњи, унутрашњем и спољном промету
- контролу примене средстава за заштиту биља
- производњу и регистрацију средстава за заштиту биља и исхрану биља
- утврђивање испуњености услова, процену ризика и спровођење мера контроле везаних за биолошку сигурност код ограничене употребе, увођења у производњу, стављање у промет и увоз генетички модификованих организама
- фитосанитарни надзор и инспекцију у унутрашњем и спољном промету биља, семена и садног материјала
- друге послове одређене законима

За поједине послове, Управа овлашћује пољопривредне стручне и саветодавне службе, пољопривредне факултете и институте.

## Организационе јединице
Управа за заштиту биља је организована на:
- одељење за здравље биља и биљни карантин
- одсек за средства за заштиту и исхрану биља
- одсек за признавање сорти
- група за сертификацију семена и садног материјала
- група за међународну сарадњу и управљање пројектима у области безбедности хране биљног порекла у фитосанитарног области
- група за унутрашњу контролу у фитосанитарној области
- група за заштиту биљних сорти и биолошку сигурност
- одељење граничне фитосанитарне инспекције
- одељење фитосанитарне инспекције
- одсек за правне, опште и финансијске послове